# アリダイ・カブレラ
アリダイ・カブレラ・スアレス（Aridai Cabrera Suárez、1988年9月26日 - ）は、スペイン・ラス・パルマス・デ・グラン・カナリア出身のサッカー選手。ポジションはフォワード。

## クラブ経歴
2006-07シーズン、ウニベルシダ・デ・ラス・パルマスCFでプロデビュー。プロ1年目はリーグ戦出場3試合に終わった。RCDマヨルカBを経て2012年にジローナFCに移籍するも、出場機会を得られず1シーズンでクラブを退団した。
2013年7月、セグンダ・ディビシオンBのCEルスピタレートにフリーで加入。ここではレギュラーの座を掴み、自身キャリア初となるリーグ戦2桁ゴールを達成。シーズン終了後に、セグンダ・ディビシオンのCEサバデルへと移籍し、ステップアップを決めた。しかし、サバデルでも結果を残せず、2015年にバレンシアCFのBチームへと移籍する。2シーズン目にリーグ戦15ゴールを挙げ、トップチーム招集を何度か受けたが、出場機会は無かった。
2018年1月18日、当時セグンダBに在籍していたRCDマヨルカに移籍した。冬からの加入ではあったが、すぐにチームの中心選手として活躍し、2部昇格に貢献した。迎えた2018-19シーズン、昇格組ながら大健闘して2年連続での昇格を果たし、マヨルカのプリメーラ復帰が決まった。そのチームにおいても、アリダイはスタメンに定着し、マヨルカの躍進を支えた。これにより、アリダイは31歳にして初めて1部の舞台を経験することになった。
2020年1月31日、マヨルカで出場機会を掴めずにいたアリダイはUDラス・パルマスに移籍した。翌年8月11日、クラブとの契約を解除してラス・パルマスを退団した。
2021年8月16日、インディアン・スーパーリーグのオディシャFCに移籍した。